# IEICE - Transactions on Info and Systems
IEICE - Transactions on Info and Systems (ook IEICE transactions) is een internationaal, aan collegiale toetsing onderworpen wetenschappelijk tijdschrift op het gebied van de informatiesystemen en software engineering. De naam wordt in literatuurverwijzingen meestal afgekort tot IEICE Trans. Info Syst. Het wordt uitgegeven door het Japanse Institute of Electronics, Information and Communication Engineers en verschijnt maandelijks.